# MyHeritage

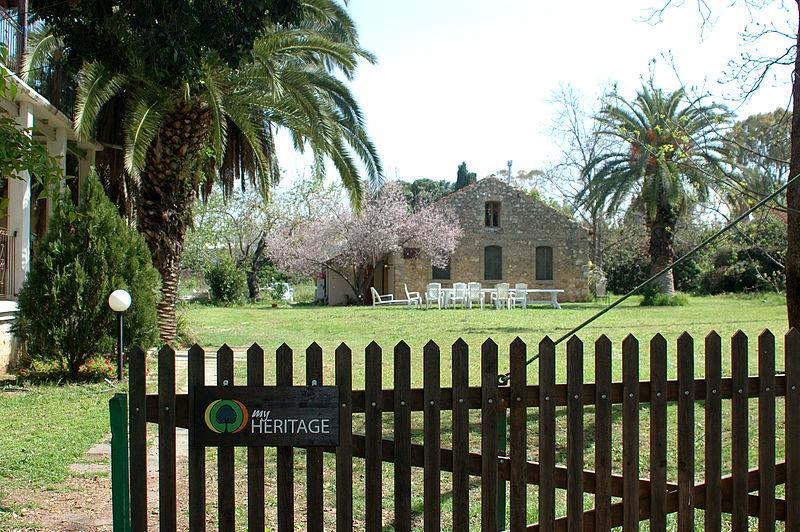
Oryginalna siedziba MyHeritage w wiosce Bene Atarot, Izrael

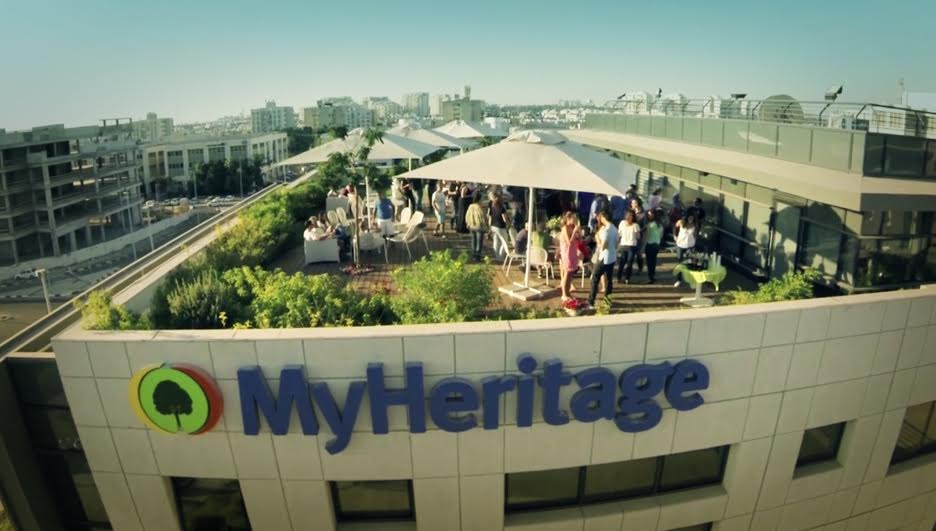
Siedziba firmy w Or Jehuda, Izrael

MyHeritage – strona internetowa pozwalająca odkrywać historię rodziny, dzielić się nią i zachowywać ją. Swoim użytkownikom na całym świecie oferuje platformę online, platformę mobilną, jak i oprogramowanie. MyHeritage pozwala użytkownikom na tworzenie drzewa genealogicznego online, szukanie przodków w miliardach rekordów historycznych (aktach i innych), dzielenie się i zachowywanie zdjęć, filmów, oraz odkrywanie i łączenie się z obecnymi i nowo odnalezionymi krewnymi.
W 2003 roku założyciel i dyrektor generalny Gilad Japhet rozpoczął działalność MyHeritage w swoim pokoju gościnnym w Bene Atarot, na przedmieściach Tel Awiwu w Izraelu. Gilad zdecydował się założyć działalność gospodarczą po tym, jak sam nie mógł znaleźć odpowiedniego narzędzia w Internecie, które spełniałoby jego oczekiwania. MyHeritage jest popularnym miejscem dla badań historii rodziny. Serwis jest dostępny w 40 językach świata i obsługuje łącznie 80 milionów użytkowników, 1,6 miliarda profili i 28 milionów drzew genealogicznych.
W lutym 2012 przedsiębiorstwo przeniosło siedzibę do nowych biur w Or Jehuda, niedaleko Tel Awiwu. Kolejne biura zostały otwarte w Tel Awiwie w grudniu 2014.

## Historia
W 2008 roku MyHeritage otrzymało 15 milionów dolarów, kiedy przedsiębiorstwo venture capital Index Ventures dołączyło do Accel, który zainwestował już wcześniej w przedsiębiorstwo
W 2008 roku MyHeritage przejął Kindo.com, inny rodzinny portal genealogiczny, który był popularny w Europie.
W lutym 2010 r. MyHeritage przejął niemieckie przedsiębiorstwo Online Social Networking (OSN) prowadzące strony genealogiczne w ponad 15 krajach, w różnych językach. Wśród nich był verwandt.de w Niemczech, moikrewni.pl w Polsce i dynastree.com w USA.
OSN GmbH, który został założony w czerwcu 2007 r., z projektem Verwandt.de, w ciągu 2 lat potrafił zebrać 10 milionów użytkowników, którzy utworzyli ponad 100 milionów profili. Dzięki przejęciu OSN, MyHeritage dodało wiele nowych funkcji, oraz rozszerzyło zasięg i liczbę użytkowników.
W czerwcu 2011 MyHeritage przejął polskie przedsiębiorstwo Bliscy.pl, należące wcześniej do operatora Wirtualna Polska.
W listopadzie 2011 MyHeritage przejął FamilyLink.com operujący w Stanach Zjednoczonych – serwis oparty na abonamentach, oferujący dostęp do dużej bazy danych zawierającej treści historyczne, a w tym spisy ludności, akta urodzenia i zawarcia małżeństwa, akta zgonu, jak również duże w rozmiarach archiwum gazet historycznych.
W grudniu 2011 MyHeritage wydało pierwszą wersję aplikacji mobilnej na IPhone, Ipad i Android.
W 2012 roku MyHeritage przekroczył liczbę 1 miliarda profili. W tym samym roku ukazała się wyszukiwarka MyHeritage SuperSearch, która obecnie zawiera 5,7 miliarda rekordów historycznych.
We wrześniu tego samego roku, MyHeritage przedstawił Record Matching, technologię, która automatycznie porównuje miliardy rekordów historycznych z 1,5 miliardami profili użytkowników na MyHeritage – po wyszukaniu połączenia przez tę technologię, użytkownik otrzymuje powiadomienie.
W listopadzie 2012 roku MyHeritage przejął Geni, popularny serwis genealogiczny w USA.
W 2013 MyHeritage przedstawił Family Tree Builder 7.0 – bezpłatne oprogramowanie genealogiczne – wraz z nowymi funkcjami, a w tym sync, Unicode i Record Matches.
W 2013 MyHeritage ogłosiło również dodanie do swojej bazy danych wszystkie rekordy ze Spisów Ludności w USA w latach 1790-1930.
W tym samym roku przedsiębiorstwo zaprezentowało Record Detective, pierwszą tego rodzaju technologię, która pozwala na złożone wyszukiwania – wyszukiwanie podobieństw z innymi drzewami genealogicznymi użytkowników, połączeń między krewnymi, i powiązań pomiędzy rekordami historycznymi. Technologia generuje nowe przewody i odkrycia, przeszukując pojedynczy rekord historyczny pod względem podobieństw i połączeń z innymi rekordami, i wyszukując podobieństw i połączeń z osobami, które mogą być spokrewnione z daną osobę.
W październiku 2013 MyHeritage zawarł partnerstwo strategiczne z wiodącą organizacją genealogiczną FamilySearch, wnosząc do przedsiębiorstwa miliardy globalnych rekordów historycznych i profili drzew genealogicznych, obejmujących setki lat.
W grudniu tego samego roku MyHeritage dodał miliony rekordów historycznych z krajów skandynawskich.
W lutym 2014 MyHeritage połączyło swoje siły z BillionGraves, wspólnie działając na rzecz inicjatywy zachowywania informacji z nagrobków, światowych cmentarzy poprzez digitalizację.
W kwietniu 2014 MyHeritage ogłosiło osiągnięcie ważnego kroku, przekraczając liczbę 5 miliardów rekordów historycznych w swojej bazie danych.
W październiku 2014 MyHeritage objęło partnerstwo z EBSCO Information Services, dzięki czemu usługi MyHeritage zostały wprowadzone w bibliotekach i instytucjach edukacyjnych na całym świecie.
Również w październiku tego samego roku, MyHeritage ogłosiło partnerstwo strategiczne i integrację produktu z 23andMe.
W listopadzie 2014 MyHeritage ogłosił partnerstwo strategiczne w Holandii i pierwszą krajową, telewizyjną kampanię reklamową.
W listopadzie 2014 MyHeritage zintegrował swoje technologie łączeń w RootsMagic i Family Historian Genealogy Software.
W grudniu 2014 MyHeritage przedstawiło Instant Discoveries, dając tym samym możliwość użytkownikom na odkrywanie przodków i tworzenie drzewa genealogicznego w Internecie w kilka sekund. Doświadczenie to zostało sukcesywnie przetestowane przez przechodniów w Nowym Jorku.

## Serwisy internetowe

### Witryny Rodzinne
MyHeritage to globalna strona internetowa o historii rodziny, dostępna w ponad 40 językach świata. Jedną z podstawowych usług jest bezpłatna witryna rodzinna, która pozwala jej członkom komunikować się, pozostawać w stałym kontakcie z krewnymi, tworzyć drzewo genealogiczne online, dokumentować dziedzictwo rodzinne, dzielić się zdjęciami, wydarzeniami, wiadomościami i filmami wideo. Członkowie mogą zapraszać innych członków rodziny, aby przyłączyli się do witryny, a tym samym mogli brać czynny udział w badaniu historii ich rodziny.

### Rekordy historyczne
MyHeritage posiada ogromną bazę danych online, liczącą ponad 5,7 miliardów rekordów historycznych; w tym akta urodzenia, akta zgonu, akta małżeństwa, spisy ludności, akta wojskowe, rejestry imigracyjne. Korzystając z globalnej wyszukiwarki danych SuperSearch, użytkownicy mogą szukać swoich przodków w Internecie. SuperSearch zawiera również największą na świecie kolekcję gazet historycznych.

### Narzędzia genealogiczne

#### Zdjęcia i Wideo
MyHeritage pozwala użytkownikom zachowywać i dzielić się zdjęciami rodzinnymi i wideo. Dodając zdjęcia do witryny rodziny, użytkownik może z powodzeniem przekształcić swoje drzewo genealogiczne ze zwykłej listy imion w ekscytującą pamiątkę rodzinną. Zdjęcia dodane na stronie MyHeritage mogą być udostępniane członkom rodziny.

#### Wykresy i Raporty
Wykres drzewa genealogicznego i raporty mogą zostać utworzone za kilka kliknięciami; można je bezpłatnie udostępniać rodzinie i przyjaciołom. Wykresy mogą być utworzone w 18 różnych stylach; można je personalizować pod względem wykorzystywanych zdjęć, czcionki, kolorystyki, ramek obrazów, ogólnej dekoracji, i tytułów. Użytkownik sam może zdecydować, jakie informacje pojawią się na wykresie, czyli imiona i nazwiska, daty urodzeń, rocznice ślubu, zdjęcia osobiste, notatki, i inne dane osobowe. Wykresy mogą zostać zapisane w formacie PDF i udostępniane rodzinie i znajomym. Można również zamówić ich profesjonalny druk w formie plakatu, z dostawą międzynarodową.

## Aplikacja mobilna
MyHeritage posiada aplikację mobilną na iPad, iPhone i Android; w aplikacji mobilnej użytkownicy mogą przeglądać i edytować swoje drzewa genealogiczne, wyszukiwać dane historyczne, robić i udostępniać zdjęcia. Aplikacja jest dostępna do pobrania bezpłatnie.

## Oprogramowanie genealogiczne
Family Tree Builder (FTB) to program genealogiczny, który pozwala na tworzenie drzewa genealogicznego. Wersja do pobrania na komputer jest rozprowadzana jako freeware, bez żadnych ograniczeń, mimo to, rejestracja jest wymagana do uruchomienia programu. Użytkownicy za opłatą mogą „odblokować” dodatkowe funkcje dostępne w wersji Premium. Użytkownicy mogą dodawać również daty urodzenia, śmierci i daty ślubu, notatki o tym, gdzie żyli ich przodkowie, ich zawody, hobby i zainteresowania oraz zdjęcia przodków. Program pozwala na tworzenie wykresów, które pokazują, jak dwie osoby są spokrewnione – „powiązane”. Użytkownicy mogą zbudować swoje drzewo genealogiczne w trybie offline lub online; z trybu offline drzewa mogą być eksportowane do witryny rodziny.
FTB posiada funkcję Smart Matching, która przeszukuje bazę danych MyHeritage i wyszukuje profile w drzewach genealogicznych, które są ze sobą powiązane; są podobne do siebie. Program sprawdza nazwiska, daty urodzenia, rodziców wpisanych do bazy danych, a jeżeli uzna, że profile są podobne, powiadamia o tym użytkownika, który stworzył dane drzewo. W ten sposób odnaleziona osoba może okazać się członkiem danej rodziny, bądź przodkiem. Dzięki tej funkcji użytkownicy dzielą się informacjami z drzew genealogicznych i tworzą społeczność MyHeritage.
W kwietniu 2013 MyHeritage przedstawił wersję Family Tree Builder 7.0 zaktualizowaną o nowe funkcje, a w tym synchronizacja historii rodziny w dwóch kierunkach, dzięki czemu użytkownik może uzyskać dostęp i edytować drzewo genealogiczne z komputera, z witryny online, lub z aplikacji mobilnej. Inne nowe funkcje Family Tree Builder 7.0 to Record Matches i Unicode. Ponadto, FTB posiada automatyczną technologię wykrywania twarzy, interaktywne mapy oparte na integracji z Mapami Google, i Smart Research – technologia przeszukująca profile z drzew genealogicznych w kluczowych genealogicznych bazach danych.

## Technologie
MyHeritage zawiera wiele narzędzi technologicznych, które pomagają w odkrywaniu historii rodziny.

### Smart Matching
Technologia MyHeritage Smart Matching porównuje każde drzewo genealogiczne do ponad 1,7 miliardów osób w 28 milionach innych drzew genealogicznych na MyHeritage. Smart Matching likwiduje różnice w pisowni, fonetyce i relacji, która może występować między tymi drzewami.
Smart Matches automatycznie wyszukuje osoby w drzewach genealogicznych, i dopasowuje (porównuje) z drzewami innych osób. W momencie, kiedy takie dopasowanie zostało odnalezione, użytkownik otrzymuje powiadomienie o połączeniu. Dzięki temu właściciele drzew mogą dowiadywać się o sobie i pozostać w kontakcie.

### Record Matching
Record Matches automatycznie wyszukuje odpowiednie rekordy historyczne, takie jak akta urodzenia, nagrobki, spisy ludności – dla każdego drzewa genealogicznego na MyHeritage poprzez porównywanie każdego drzewa rodzinnego z ponad 5,7 miliardami rekordów historycznych w wyszukiwarce SuperSearch. Jest to pierwsza i jedyna na świecie tego typu technologia, która pozwala odnaleźć powiązania z drzewem genealogicznym użytkownika w artykułach z gazet, książkach, i innych ogólnodostępnych dokumentach, poprzez analizę każdego pojedynczego rekordu historycznego. Record Matches jako pierwsza technologia tłumaczy (wyszukuje różnice) w nazwach w różnych językach. Użytkownicy otrzymują powiadomienie o każdym rekordzie w bazie danych MyHeritage, który pasuje do profilu osoby w drzewie genealogicznym. Poprawne powiązanie może zostać potwierdzone, a wówczas nowo zdobyta informacja może być bezpośrednio przeniesiona do odpowiedniego profilu w drzewie genealogicznym, za naszą funkcją przenoszenia informacji z rekordów. Jeśli rekord zawiera informacje o nowym krewnym, który nie znajduje się jeszcze w drzewie użytkownika, wówczas nowo odkryta osoba może zostać dodana bezpośrednio z rekordu do drzewa genealogicznego.

### Record Detective
Record Detective to pierwsza w swoim rodzaju technologia, która automatycznie poszerza dane jednego rekordu do innych powiązanych rekordów z innymi drzewami genealogicznymi. Record Detective generuje nowe linki i odkrycia poprzez analizę pojedynczego rekordu, który łączy się z innymi rekordami. Na przykład rekord odkryty w wyszukiwarce danych MyHeritage SuperSearch, będzie teraz automatycznie zawierać podsumowanie dodatkowych rekordów i osób w drzewie genealogicznym, które go dotyczą, dostarczając nowych informacji i wskazówek w celu naprowadzenia badań na nowe kierunki. Na przykład, rekord spisu ludności będzie prowadził do większej liczby rekordów z bazy danych MyHeritage na temat tej samej osoby we wcześniejszych lub późniejszych latach, jak również informacje o osobach z tego gospodarstwa domowego. Mogą zostać wyświetlone nagrobki, artykuły z gazet czy dokumenty imigracyjne małżonki danej osoby, ich dzieci i rodziców, dzięki bardzo dokładnej technologii, praktycznie bez fałszywych alarmów.

### Instant Discoveries
Z doświadczeniem Instant Discoveries nowi użytkownicy, którzy rejestrują się na MyHeritage zostają poproszeni o wprowadzenie podstawowych informacji na temat siedmiu najbliższych osób w rodzinie ze swojego drzewa (użytkownik, jej/jego dwoje rodziców, dwie babcie i dwóch dziadków). Po czym, użytkownik otrzymuje automatycznie wygenerowane odkrycia Instant Discoveries swoich krewnych i przodków – funkcja pozwala rozwinąć drzewo genealogiczne w danym czasie, na miejscu. MyHeritage szybko porównuje drzewo użytkownika z miliardami profili innych drzew i rekordami historycznymi na MyHeritage; z dużą dokładnością, minimalizując fałszywe alarmy, wyszukuje najbardziej przyrostowej informacji i oferuje ją użytkownikowi, jako natychmiastowe odkrycie – Instant Discovery. Użytkownik może zaakceptować odkrycie za jednym kliknięciem myszki, bezpłatnie, lub też ominąć je i poprosić o wygenerowanie kolejnego odkrycia.

## Geni i inne przejęcia

### GenCircles
W 2007 roku, MyHeritage przejął GenCircles, należący do Pearl Street Software. GenCircles był społecznością internetową skupiającą oddanych genealogów, którzy posiadali olbrzymie drzewa genealogiczne. W danym czasie, GenCircles był drugą stroną genealogiczną z ponad 160 milionów  i więcej niż 400 milionami rekordów publcznych w Kolekcji Rekordów Family Tree Legends.
Family Tree Legends, klient oprogramowania GenCirles był oprogramowaniem genealogicznym, drugim pod względem sprzedaży na świecie w tym czasie. Nie jest już dostępny do pobrania.
Technologia MyHeritage Smart Matching – jedna z najbardziej popularnych funkcji na MyHeritage, pochodzi z ówczesnej technologii łączenia z GenCircles.

### Kindo
Chcąc rozszerzyć swoją działalność w Europie, w 2007 MyHeritage przejął Kindo,  rodzinny portal społecznościowy z Londynu.

### OSN Group (Verwandt)
W 2010 roku, MyHeritage przejął niemiecką frmę Online Social Network (OSN) prowadzącą strony genealogiczne w 14 różnych językach świata. W rezultacie przejęcia OSN, MyHeritage „urosło” posiadając 540 miliony profili, z 47 milionami aktywnych użytkowników i 13 milionami drzew genealogicznych. OSN było dostępne w ponad 15 krajach.
Wśród nich były: www.moikrewni.pl (Polska) www.verwandt.de (Niemcy), www.verwant.nl (Holandia), www.parentistretti.it (Włochy), www.meusparentes.com.br(Portugalia), www.miparentela.com (Hiszpania), www.dynastree.com (Wielka Brytania), www.familleunie.fr (Francja), www.semyaonline.ru(Rosja).
Założony w 2007 roku, OSN Group rozwijało się w bardzo szybkim tempie na rynku europejskim, m.in. w Polsce i w Niemczech, jak również poza Europą, m.in. w Brazylii.

### Bliscy i Zooof
Bliscy i Zooof zostały przejęte zaraz po Verwandt, w 2010 roku. Bliscy (należący wówczas do operatora Wirtualna Polska) był bardzo dobrze prosperującym polskim serwisem, natomiast Zooof na rynku holenderskim. Przejęcia tych obu przedsiębiorstw pozwoliło MyHeritage na rozwój i wzrost liczby zarejestrowanych użytkowników do 56 milionów i 760 milionów profili.

### FamilyLink/WorldVitalRecords
Założone w 2006 roku zarówno FamilyLink.com jak i WorldVitalRecords.com są serwisami opartymi na abonamentach, które dostarczają dostęp do olbrzymiej bazy danych z treściami historycznymi. Obejmują one kilka miliardów osób w spisach ludności, aktach urodzeń, zgonów i małżeństw, jak również największe w Sieci archwium gazet historycznych.
Przejęcie przez MyHeritage FamilyLink/WorldVitalRecords był pierwszym krokiem dla przedsiębiorstwa w kierunku treści historycznych. Biura WVR/FL znajdują się w Utah, USA.

### Geni
W listopadzie 2012 MyHeritage przejął Geni.com. Geni to serwis genealogiczny, który objął cel utworzenia drzewa genealogicznego świata. Podczas, gdy profile rodzinne na Geni są prywatne, misja Geni to utworzenie drzewa genealogicznego złożonego ze wspólnych przodków, dostępnego dla wszystkich. Poprzez połączenie pracy nad jednym drzewem genealogicznym, nad którym użytkownicy wspólnie pracują, użytkownicy mogą koncentrować się na weryfikacji informacji i na odkrywaniu nowych „ścieżek” odkryć, aniżeli powielać pracę, którą inni już dotychczas wykonali. Od grudnia 2010 roku na Geni zostało utworzone 98,6 miliona profili przez ponad 5,8 milionów użytkowników.

## Inwestorzy
Do tej pory MyHeritage uzyskało 49 milionów dolarów od inwestorów. Należą do nich: Bessemer Venture Partners (BVP), (inwestorzy LinkedIn, Pinterest), Index Ventures (inwestorzy Skype'a), i Accel Partners (inwestorzy Facebooka).

## Abonamenty
MyHeritage posiada 4 typy abonamentów.
1. Bezpłatny podstawowy, ograniczenie do 250 osób w drzewie genealogicznym.
2. Premium, do 2500 osób w drzewie, większa pojemność, Smart Matching, wsparcie priorytetowe, i inne funkcje.
3. PremiumPlus, nielimitowana liczba osób w drzewie, nielimitowana pojemność, funkcja przeszukiwania drzew, i inne.
4. Abonament Danych, pełny dostęp do wyszukiwarki SuperSearch (pozwala przeszukiwać 5,7 miliardów rekordów historycznych z całego świata).

## Projekty charytatywne
MyHeritage jest zaangażowany w wiele projektów charytatywnych. Należą do nich: szukanie spadkobierców dóbr skonfiskowanych w czasie II wojny światowej, pomoc w przywracaniu sztuki prawowitym właścicielom i globalny projekt crowdsourcingu z BillionGraves – cyfrowego zachowywania cmentarzy z całego świata.